# Lamenia numitor
Lamenia numitor är en insektsart som beskrevs av Ronald Gordon Fennah 1956. Lamenia numitor ingår i släktet Lamenia och familjen Derbidae.

## Underarter
Arten delas in i följande underarter:
- L. n. buto
- L. n. procne